# François Watrin
François Watrin (* 29. Januar 1772 in Beauvais; † 22. November 1802 in Port-au-Prince) war ein französischer Général de division der Kavallerie.

## Leben
Begeistert von den Idealen der Revolution schloss sich Watrin der Armee an und wurde schon früh ein Anhänger Napoleons.
Er nahm an den Revolutionskriegen teil und konnte sich mehrfach durch Tapferkeit auszeichnen. 1793 kam er im Rang eines Capitaine zur Armée du Nord und kämpfte unter Führung von Marschall Jean-Baptiste Jourdan bei Fleurus (26. Juni 1794).
Zusammen mit Louis Thomas Villaret de Joyeuse nahm er an der Irischen Expedition (Dezember 1796) teil. Unter dem Oberbefehl von General Lazare Hoche sollte ein französisches Expeditionsheer (15.000 Mann) die Society of United Irishmen in deren Kampf um die Unabhängigkeit unterstützen.
Als unter Führung von General Charles Victoire Emmanuel Leclercs eine Invasionsarmee aufgestellt wurde, um in Saint-Domingue (Hispaniola) die Aufständischen um Toussaint Louverture zu bekämpfen (→Haitianische Revolution), meldete sich Watrin ebenfalls freiwillig. 1799 kehrte er nach Frankreich zurück und wechselte zur Armée d’Italie; u. a. kämpfte er vor Montebello (9. Juni 1800) und Marengo (14. Juni 1800).
Auf Wunsch Napoleons kehrte Watrin 1802 nach Saint-Domingue zurück. Kurz nach seiner Ankunft in Port-au-Prince erkrankte er und starb dort am 22. November 1802.

## Ehrungen
- Sein Name findet sich am nördlichen Pfeiler (6. Spalte) des Triumphbogen am Place Charles-de-Gaulle (Paris).